# NHL Awards 2010
Die NHL Awards 2010 sind Eishockey-Ehrungen und wurden am 23. Juni 2010 im Pearl Concert Theater des Palms Hotels in Paradise verliehen. Die Nominierungen für die einzelnen Awards wurden am 30. April veröffentlicht.

## Preisträger
Hart Memorial Trophy
Wird verliehen an den wertvollsten Spieler (MVP) der Saison durch die Professional Hockey Writers' Association
- Henrik Sedin (C) – Vancouver Canucks

Außerdem nominiert:
- Sidney Crosby (C) – Pittsburgh Penguins
- Alexander Owetschkin (LW) – Washington Capitals

Ted Lindsay Award
Wird verliehen an den herausragenden Spieler der Saison durch die Spielergewerkschaft NHLPA
- Alexander Owetschkin (LW) – Washington Capitals

Außerdem nominiert:
- Sidney Crosby (C) – Pittsburgh Penguins
- Henrik Sedin (C) – Vancouver Canucks

Vezina Trophy
Wird an den herausragenden Torhüter der Saison durch die Generalmanager der Teams verliehen
- Ryan Miller – Buffalo Sabres

Außerdem nominiert:
- Martin Brodeur – New Jersey Devils
- Ilja Brysgalow – Phoenix Coyotes

James Norris Memorial Trophy
Wird durch die Professional Hockey Writers' Association an den Verteidiger verliehen, der in der Saison auf dieser Position die größten Allround-Fähigkeiten zeigte
- Duncan Keith – Chicago Blackhawks

Außerdem nominiert:
- Drew Doughty – Los Angeles Kings
- Mike Green – Washington Capitals

Frank J. Selke Trophy
Wird an den Angreifer mit den besten Defensivqualitäten durch die Professional Hockey Writers' Association verliehen
- Pawel Dazjuk – Detroit Red Wings

Außerdem nominiert:
- Ryan Kesler – Vancouver Canucks
- Jordan Staal – Pittsburgh Penguins

Calder Memorial Trophy
Wird durch die Professional Hockey Writers' Association an den Spieler verliehen, der in seinem ersten Jahr als der Fähigste gilt
- Tyler Myers (D) – Buffalo Sabres

Außerdem nominiert:
- Matt Duchene (C) – Colorado Avalanche
- Jimmy Howard (GK) – Detroit Red Wings

Lady Byng Memorial Trophy
Wird durch die Professional Hockey Writers' Association an den Spieler verliehen, der durch einen hohen sportlichen Standard und faires Verhalten herausragte
- Martin St. Louis (RW) – Tampa Bay Lightning

Außerdem nominiert:
- Pavel Datsyuk (C) – Detroit Red Wings
- Brad Richards (C) – Dallas Stars

Jack Adams Award
Wird durch die NHL Broadcasters' Association an den Trainer verliehen, der am meisten zum Erfolg seines Teams beitrug
- Dave Tippett – Phoenix Coyotes

Außerdem nominiert:
- Joe Sacco – Colorado Avalanche
- Barry Trotz – Nashville Predators

Bill Masterton Memorial Trophy
Wird durch die Professional Hockey Writers' Association an den Spieler verliehen, der Ausdauer, Hingabe und Fairness in und um das Eishockey zeigte
- José Théodore – Washington Capitals

Außerdem nominiert:
- Kurtis Foster – Tampa Bay Lightning
- Jed Ortmeyer – San Jose Sharks

### Weitere Ehrungen
Art Ross Trophy
Wird an den besten Scorer der Saison verliehen
- Henrik Sedin (C) – Vancouver Canucks 112 Punkte (29 Tore, 83 Vorlagen)

Maurice 'Rocket' Richard Trophy
Wird an den besten Torschützen der Liga vergeben
- Sidney Crosby – Pittsburgh Penguins 51 Tore
- Steven Stamkos – Tampa Bay Lightning 51 Tore

William M. Jennings Trophy
Wird an den/die Torhüter mit mindestens 25 Einsätzen verliehen, dessen/deren Team die wenigsten Gegentore in der Saison kassiert hat
- Martin Brodeur – New Jersey Devils  168 Gegentore in 77 Spielen (Gegentordurchschnitt: 2.24)

Roger Crozier Saving Grace Award
Wird an den Torhüter mit mindestens 25 Einsätzen verliehen, der die beste Fangquote während der Saison hat
- Tuukka Rask – Boston Bruins Fangquote: 93,1 %

NHL Plus/Minus Award
Wird an den Spieler verliehen, der während der Saison die beste Plus/Minus-Statistik hat
- Jeff Schultz – Washington Capitals +50

Conn Smythe Trophy
Wird an den wertvollsten Spieler (MVP) der Play Offs verliehen
- Jonathan Toews (C) – Chicago Blackhawks

Mark Messier Leader of the Year Award
Wird an den Spieler verliehen, der sich während der Saison durch besondere Führungsqualitäten ausgezeichnet hat
- Sidney Crosby – Pittsburgh Penguins

King Clancy Memorial Trophy
Wird an den Spieler vergeben, der durch Führungsqualitäten, sowohl auf als auch abseits des Eises und durch soziales Engagement herausragte
- Shane Doan – Phoenix Coyotes

NHL General Manager of the Year Award
Wird an den General Manager einer Franchise vergeben, der sich im Verlauf der Saison als gewandtest erwiesen hat
- Don Maloney – Phoenix Coyotes

## Trophäen

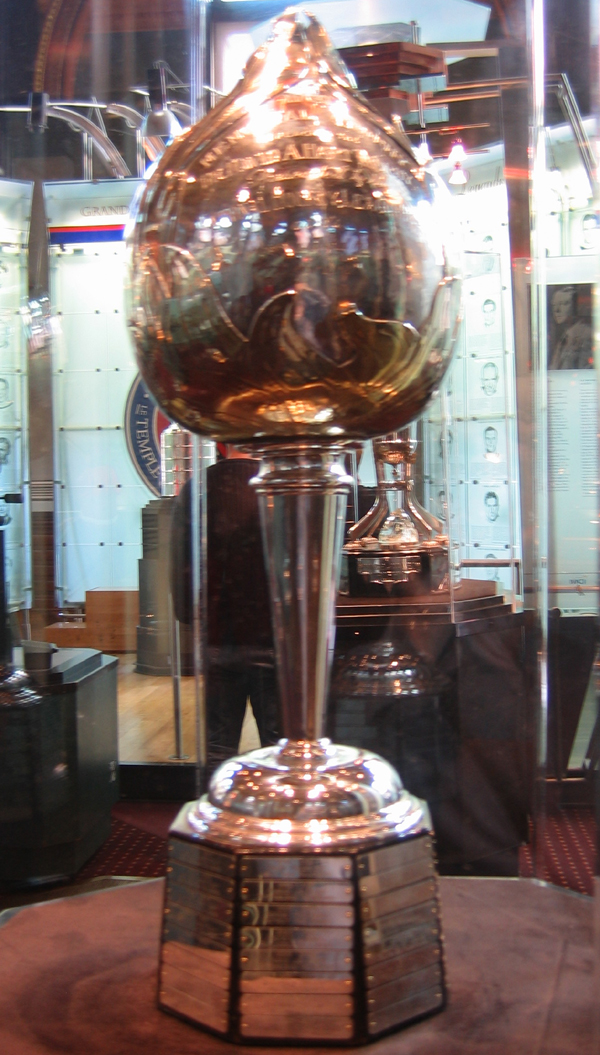
Hart Memorial Trophy
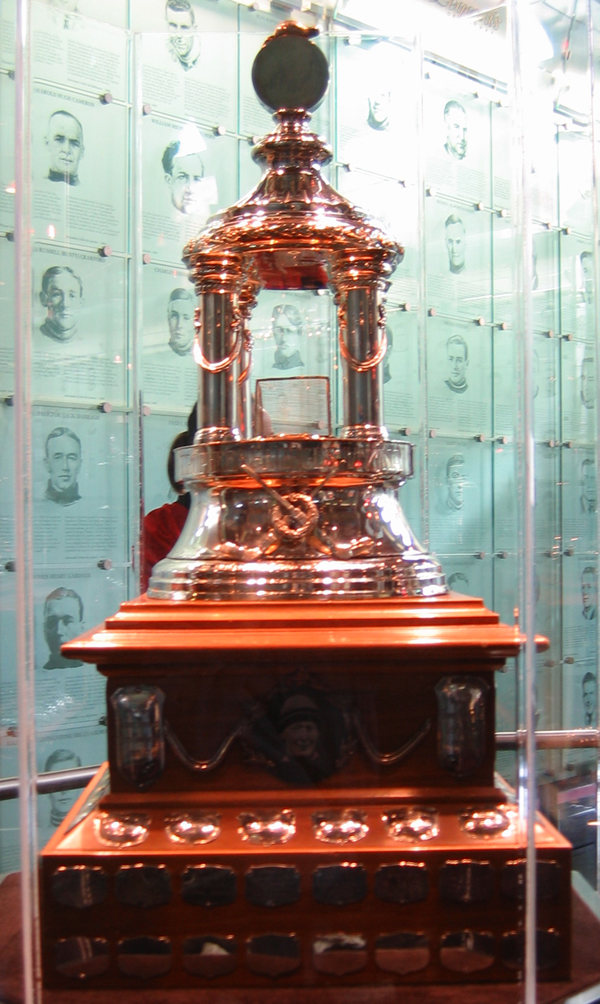
Vezina Trophy
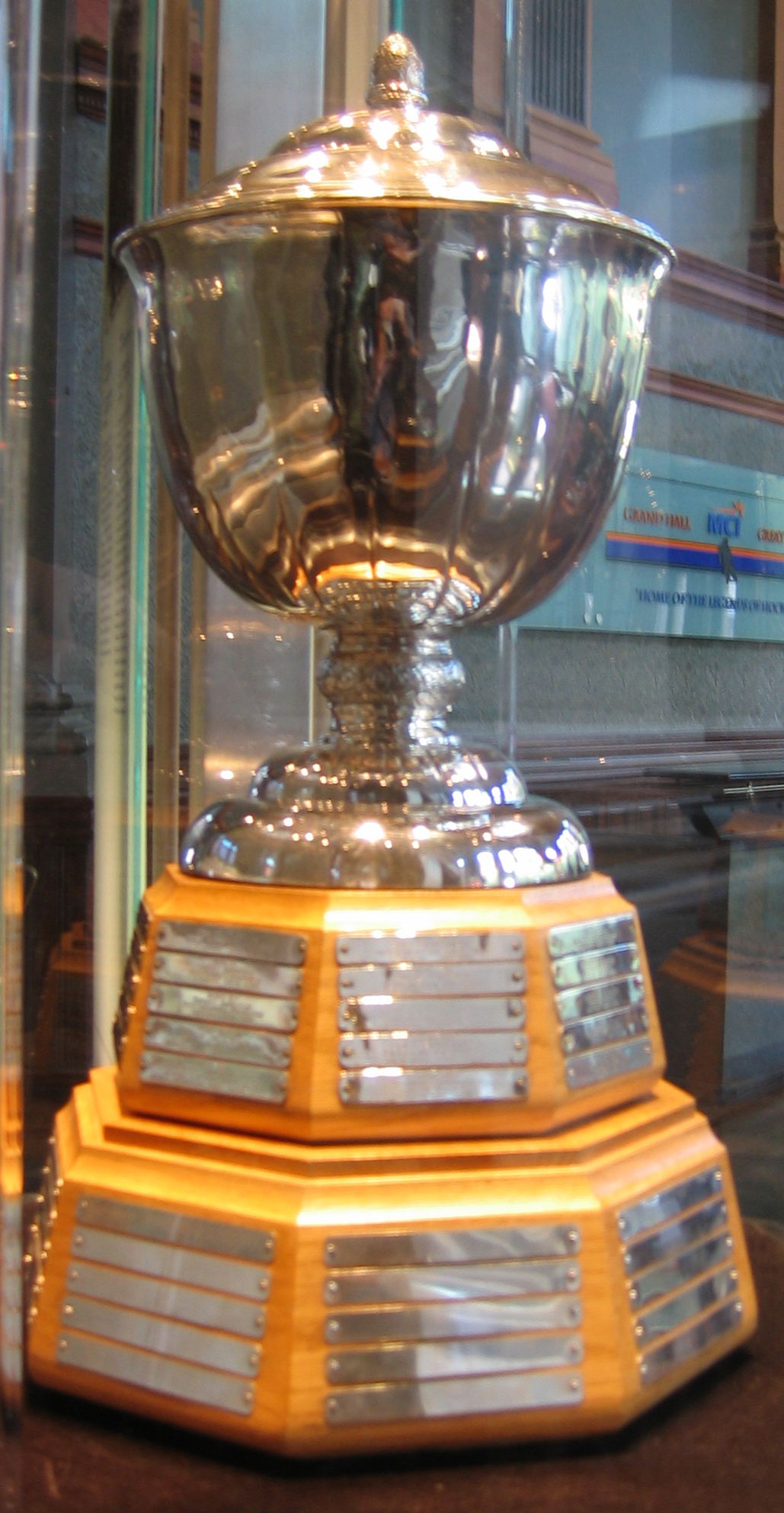
James Norris Memorial Trophy
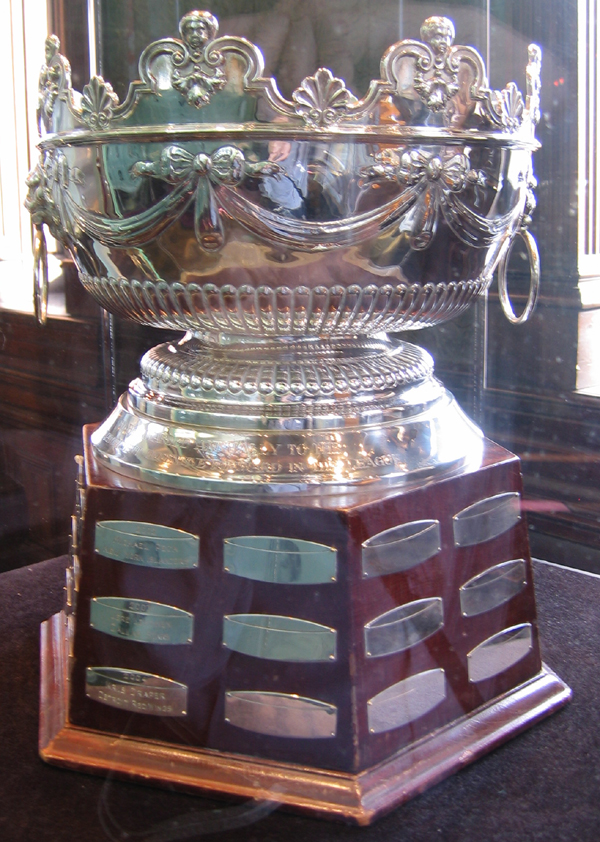
Frank J. Selke Trophy
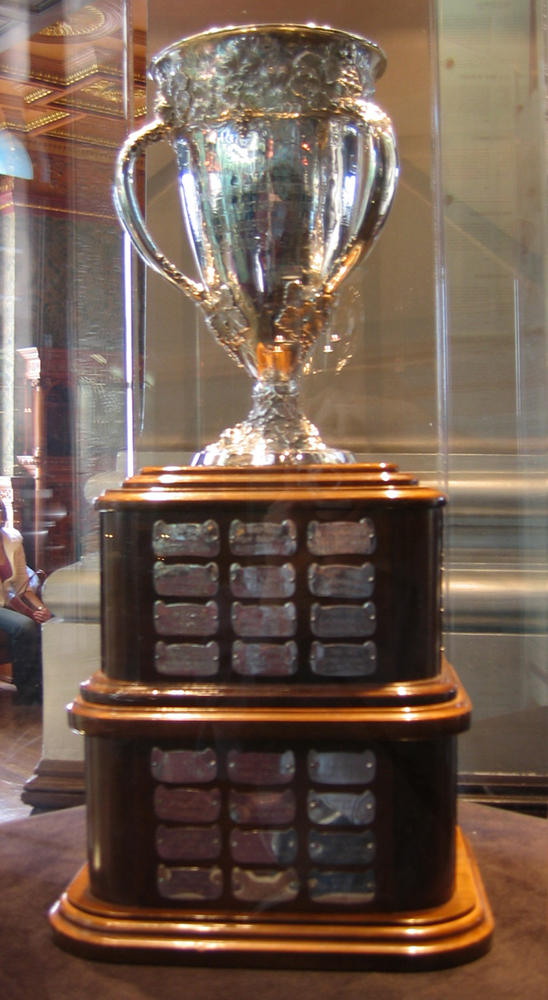
Calder Memorial Trophy
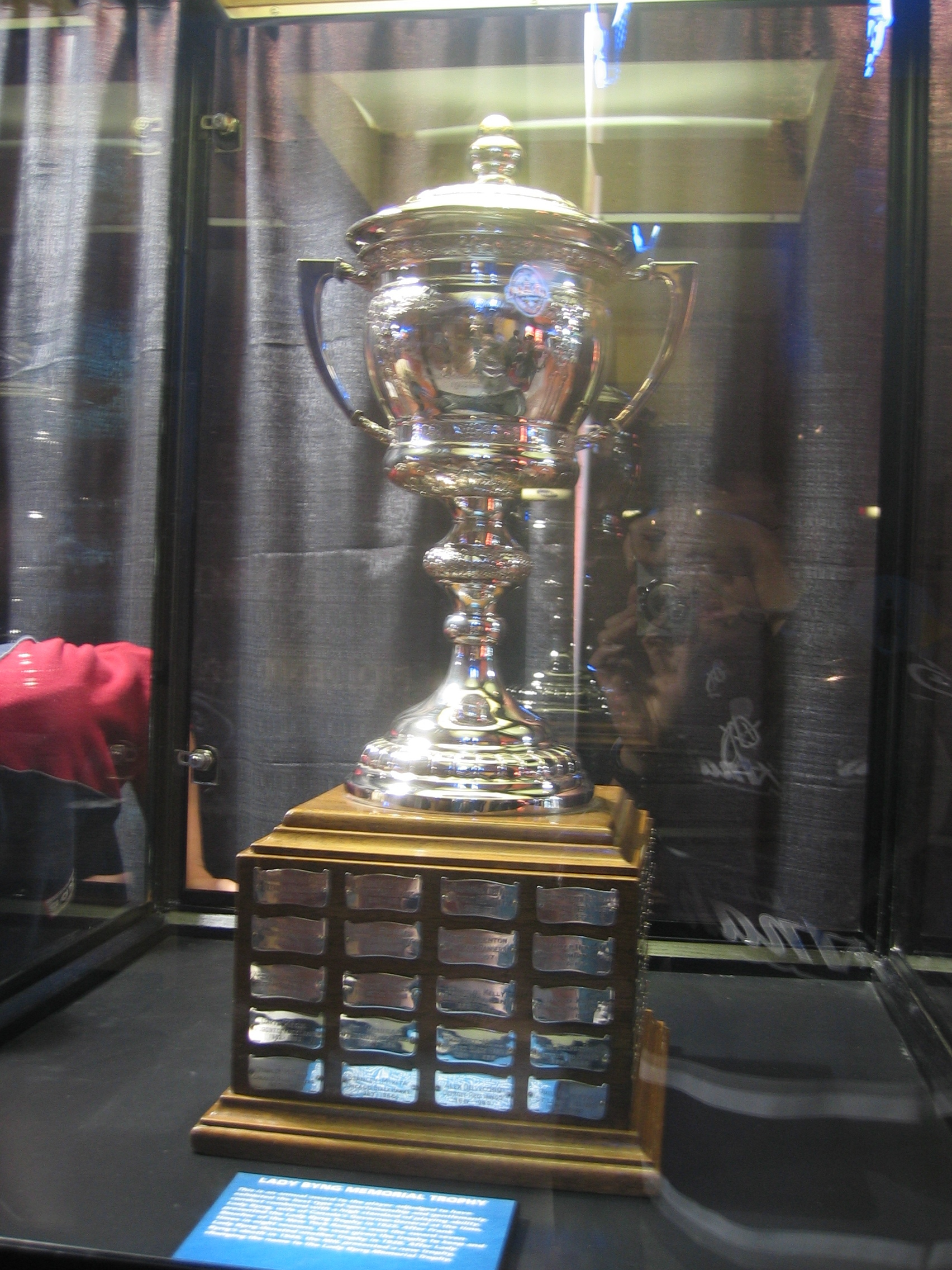
Lady Byng Memorial Trophy
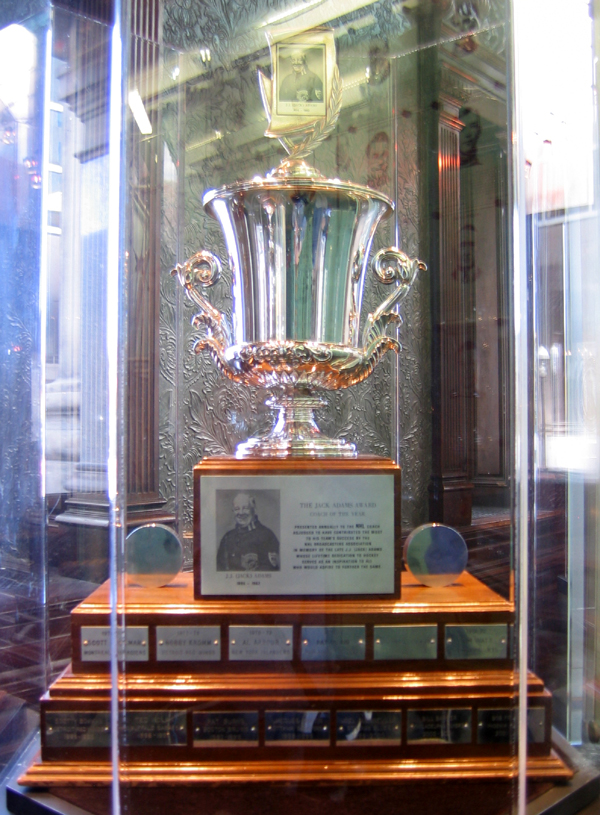
Jack Adams Award
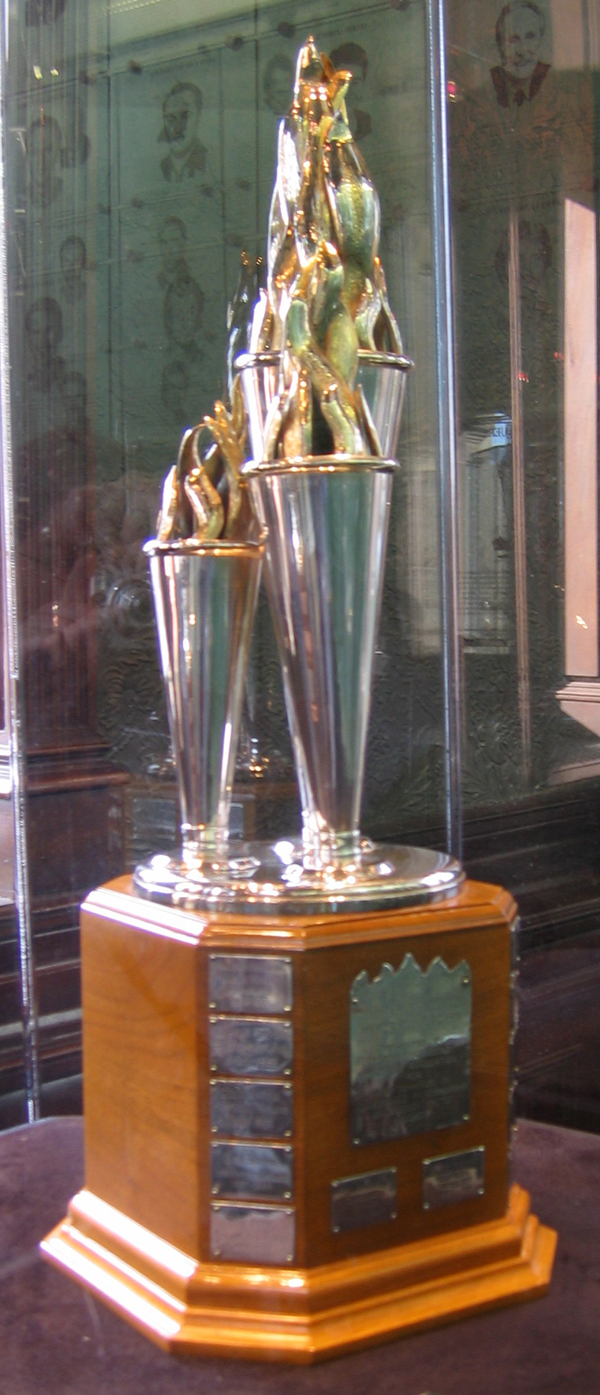
Bill Masterton Memorial Trophy
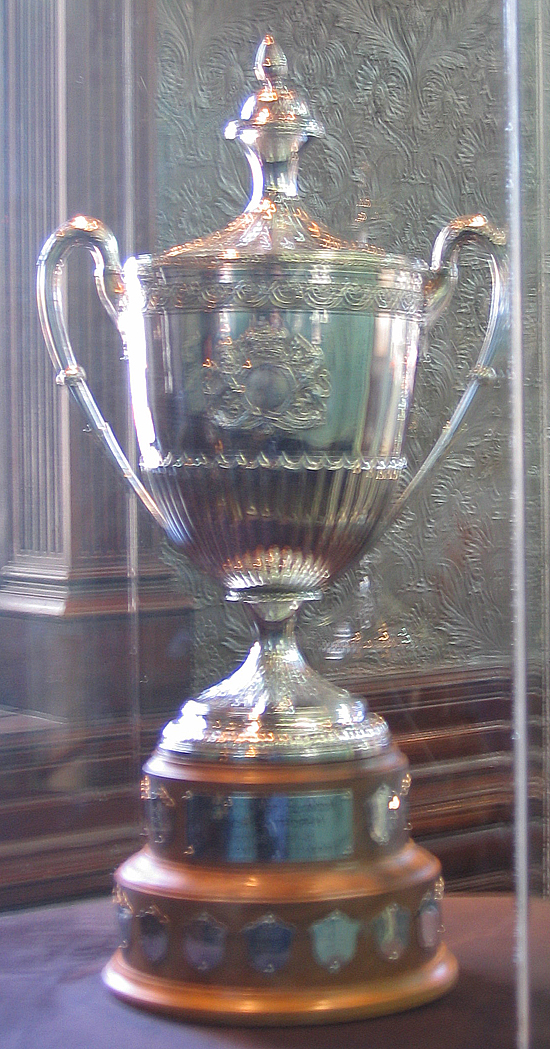
King Clancy Memorial Trophy
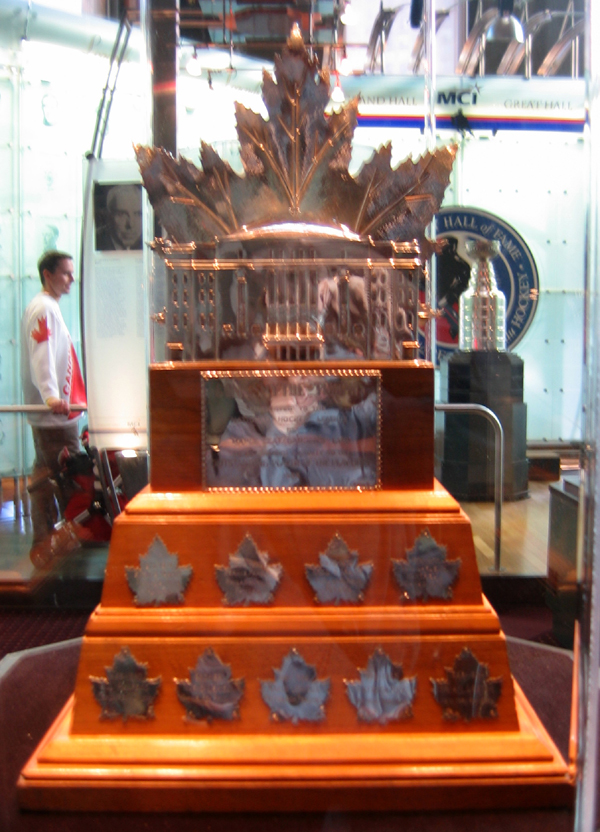
Conn Smythe Trophy
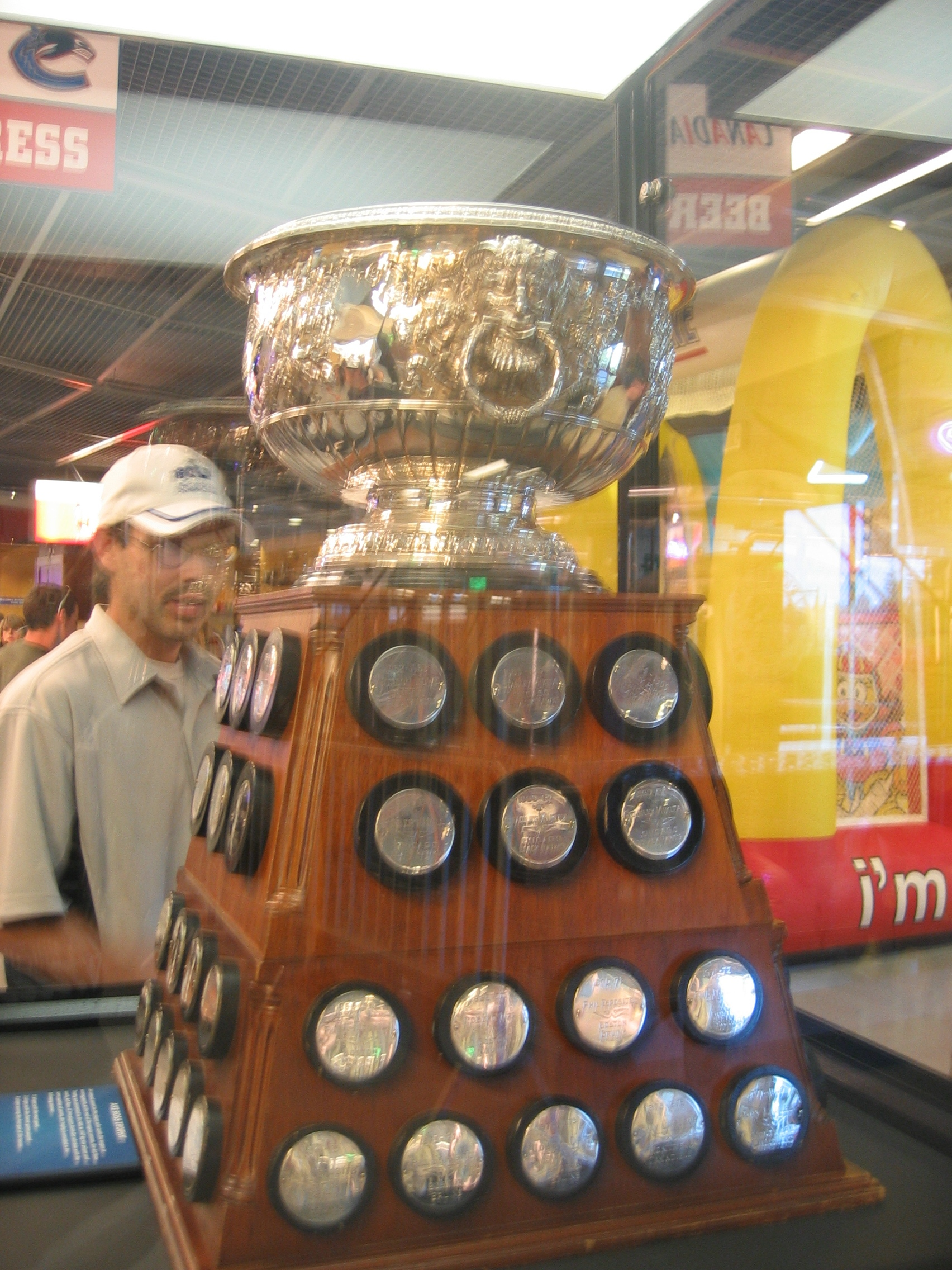
Art Ross Trophy
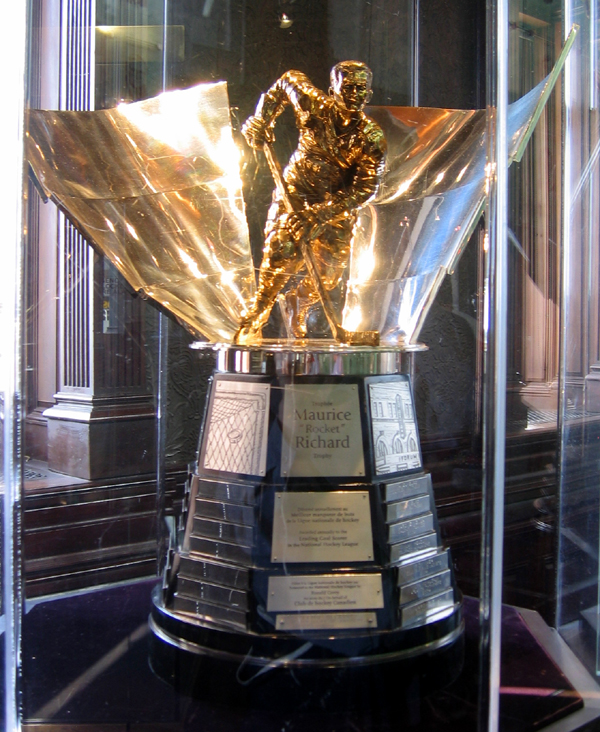
Maurice 'Rocket' Richard Trophy
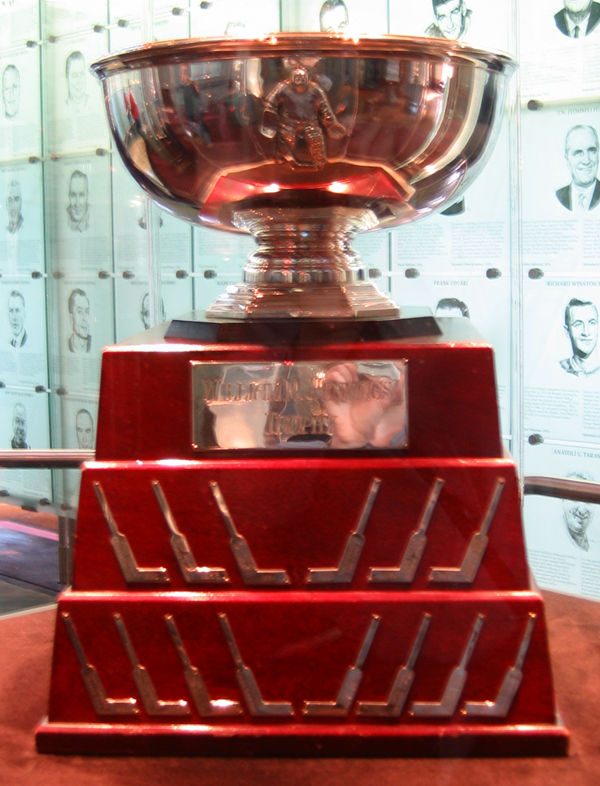
William M. Jennings Trophy